# Etyka w antropologii
Etyka w antropologii – jeden z obszarów refleksji antropologii kulturowej, stanowiący nieodłączny element procedury badawczej. Obejmuje namysł m.in. nad relacjami osób, wpływających na kształt spotkania etnograficznego – a więc kontakty między badaczem (badaczką) a badanym (badaną), a także ich związki z odźwiernymi, asystentami, pracodawcami, sponsorami czy lokalnymi władzami. W ramach analiz nad tego typu zależnościami, poruszane są np. kwestie władzy wynikającej z wiedzy lub decyzyjności antropologów oraz wpływ ich wartości i kategorii poznawczych na opisywaną rzeczywistość. Mowa tu także o konsekwencjach zastosowania czy wykorzystania oraz ujawnienia wyników badań, a także o znaczeniach i korzyściach (bądź ich braku), jakie dla różnych stron płyną z rozmowy. Inną sferę etycznych rozważań stanowi charakter statusu źródeł wiedzy antropologicznej i statusu jej samej. W tym obszarze ujawnia się problematyczność, nieuchwytność czy wręcz subiektywność cech etnografów – a więc „narzędzi” antropologicznego tworzenia wiedzy. Zwraca się tu też uwagę na rolę przyjętej przez badacza czy badaczkę etyki w kształtowaniu poznania, interpretacji i opisu naukowego. Ponadto, refleksja etyczna może dotyczyć sposobu przedstawiania rzeczywistości – a więc wpływu przyjętej metody badawczej czy roli etosu badaczy w dostrzeganiu i formułowaniu problemów badawczych, celów, wniosków, kategorii, powiązań itp. – i narracji na jej temat (np. przekładu, interpretacji językowej, wpływu wyboru określonej narracji na jej treść czy roli przyjętej metody badawczej). Problemy etyczne pojawiają się na każdym etapie badań antropologicznych – poczynając od wstępnej konceptualizacji a kończąc na rozpowszechnianiu ostatecznych wyników. Szerszy namysł nad ich obecnością ujawnił się w obrębie dyscypliny po tzw. zwrocie etycznym (określanym też mianem zwrotu etyczno-politycznego lub zwrotu ku zaangażowaniu).

## Początki i rozwój refleksji etycznej w antropologii
Jak zauważa Fredrik Barth, przejawów indywidualnego namysłu etycznego można szukać już w samych początkach konstytuowania się dyscypliny w tradycji brytyjskiej. W pierwszych antropologach, którzy w 1844 roku założyli Ethnological Society of London, widział on aktywistów na rzecz zniesienia niewolnictwa w koloniach brytyjskich, sprzeciwiających się wyjaśnianiu kulturowej i moralnej różnorodności ludzkiej różnicami rasowymi. Na gruncie amerykańskim początki aktywistycznego wymiaru antropologii łączy się natomiast z Lewisem Henrym Morganem i jego działalnością na rzecz rdzennych Amerykanów w ich sporach z rządem. Powyższe działania nie były jednak w ówczesnych czasach szerzej dyskutowane i powszechnie naśladowane.
Za pierwszą w historii antropologii publiczną debatę na temat etycznych zasad dyscypliny można uznać spór, jaki wywiązał się między Franzem Boasem a ówczesnym Amerykańskim Towarzystwem Antropologicznym (ang. American Anthropological Association, AAA). 20 grudnia 1919 roku w tygodniku „The Nation” ukazał się list uczonego zatytułowany Scientists as Spies  (Naukowcy jako szpiedzy), potępiający działalność wywiadowczą czterech amerykańskich antropologów i archeologów, którzy szpiegowali w Ameryce Środkowej pod przykrywką badań naukowych w czasie I wojny światowej. Według ojca antropologii amerykańskiej każdy, kto podejmuje podobne kroki, „w niewybaczalny sposób prostytuuje naukę i traci prawo do nazywania siebie naukowcem” (ang. prostitutes science in an unpardonable way and forfeits the right to be classed as a scientist) . W odpowiedzi, AAA wystąpiło przeciw stanowisku Boasa, jednocześnie usuwając go z zarządu Towarzystwa i wymuszając jego rezygnację z Narodowej Rady ds. Badań Naukowych (ang. National Research Council). Towarzystwo bezsprzecznie dopuszczało możliwość współpracy antropologów z armią, jeśli kooperacja miała służyć interesom narodowym. Taka też była praktyka wielu badaczy w czasie I (np. Marcel Mauss) i II wojny światowej (m.in. Gregory Bateson, Ruth Benedict, Margaret Mead, Edmund Leach czy Edward Evans-Pritchard) oraz w czasie późniejszych konfliktów i zamieszek (np. Pierre Bourdieu).
Kolejna znacząca debata w historii antropologii była związana m.in. z próbą wdrożenia w życie Projektu Camelot przez Departament Obrony Stanów Zjednoczonych w 1964 roku. Pomysł (ostatecznie w całości nie zrealizowany) zakładał badanie źródeł zamieszek społecznych w krajach tzw. Trzeciego Świata oraz analizę potencjalnych działań, które umożliwiłyby zaniechanie takich protestów. Tym razem AAA – w kontekście silnego niezadowolenia środowisk naukowców – opowiedziało się przeciwko projektowi. W rezultacie (po 5 latach pracy), w 1971 roku opublikowało pierwszy kodeks etyczny: Principles of Professional Responsibility. Widać w nim wyraźne nawiązanie do stanowiska Boasa; tekst mówi jasno o odpowiedzialności etnografów wobec osób czy społeczności, wśród których prowadzą badania. Odpowiedzialność ta oznacza, że muszą podjąć wszelkie kroki by chronić godność i prywatność oraz dobro fizyczne, społeczne i psychiczne swoich rozmówców, a w przypadku pojawienia się konfliktu interesów, to podmioty badania muszą stanąć na pierwszym miejscu (a nie lojalność wobec własnego państwa). Ponadto, rezultaty badań muszą być jawne i publicznie dostępne.
W latach 90. XX w. – ze względu na protesty wielu antropologów zatrudnionych przez firmy komercyjne i reklamowe – zasady te zostały nieco złagodzone. Zmiany dopuściły w niektórych przypadkach niejawność wyników naukowych dociekań, lecz jednocześnie nakazały wyraźne powiadomienie podmiotów badania o zaistnieniu takiego faktu.
List Boasa z 1919 roku, zyskując współcześnie pełne uznanie, stanowi punkt odniesienia dla kodeksów i zasad etycznych w antropologii . AAA w 2009 roku wystąpiło przeciw Human Terrain System (HTS) – programowi współpracy naukowców (m.in. antropologów, lingwistów czy socjologów) z armią amerykańską w Iraku i Afganistanie w latach 2007–2014. Jednocześnie podkreśliło, że nie wyklucza konstruktywnej, etycznej współpracy między antropologią a wojskiem . Jak pisze Jacek Kukuczka, w przypadku HTS największą kontrowersję wzbudziła sama instytucja, która projekt ogłosiła – Departament Obrony USA. Zasadnym stało się bowiem pytanie czy etyczną jest praca naukowa, która służy zwiększeniu efektywności działań operacyjnych. Warto również zaznaczyć, że inicjatorkami programu były antropolożki: Montgomery McFate i Andrea Jackson oraz że w ramach HTS taką pracę podjęli inni przedstawiciele antropologicznego środowiska (kilku poniosło również śmierć). Współpraca między naukowcami a armią amerykańską wzbudziła jednak wiele wątpliwości wśród badaczy. Podsumowując ich dyskusję, Kukuczka mówi o dwugłosie, który oscyluje pomiędzy „nie szkodźmy” a „zróbmy coś dobrego”.

## Zwrot etyczny
W ostatnich dziesięcioleciach można zauważyć tendencje do ujmowania, pojawiających się w antropologii (ale i całej humanistyce) zmian w kategoriach zwrotu badawczego. Poczynając od nakierowania lingwistycznego – związanego m.in. z opublikowaniem dzienników Bronisława Malinowskiego (Dziennik w ścisłym znaczeniu tego wyrazu) – od lat 60. XX wieku mamy do czynienia z nieustannym kształtowaniem się rozmaitych orientacji. Jedną z nich jest tzw. zwrot etyczny, zwany również zwrotem etyczno-politycznym lub zwrotem ku zaangażowaniu. W różnych krajach miał on nieco inne odsłony, a kwestie politycznych i etycznych kontekstów uprawiania antropologii są nadal żywo rozważane przez współczesnych badaczy.

### Stany Zjednoczone i Wielka Brytania
Zwrot etyczno-polityczny na gruncie anglo-amerykańskim w zasadzie łączy w sobie dwie tendencje: zwrot polityczny i związany z nim rozwój antropologii krytycznej z lat 60. i 70. XX w. oraz zwrot etyczny – ujawniający się od początku lat 90. XX w.
Jak pisze Marta Songin-Mokrzan, pierwszy z nich był w pewnym sensie reakcją na światowy kryzys polityczny II połowy XX wieku. Wiązał się m.in. z dekolonizacją krajów tzw. Trzeciego Świata, powstaniem ruchów kontrkulturowych o charakterze antyzachodnim i ruchów walczących o prawa dyskryminowanych (m.in. osób nie-białych, kobiet, gejów czy lesbijek). Potęgowała go również fala niezadowolenia społecznego w USA w odniesieniu do zastanego systemu norm i wartości (sprzeciwiano się m.in. wojnie w Wietnamie). Bezpośrednią przyczyną debaty na temat politycznych kontekstów konstruowania wiedzy antropologicznej oraz etycznych powinności badaczy było ujawnienie udziału części naukowców (w tym antropologów) w projektach finansowanych przez rząd amerykański – takich, jak Projekt Camelot (1964).
Coraz częściej głos zabierali zwolennicy różnych projektów badawczych, których łączyły jednak wspólne przekonania: podobna postawa polityczna oraz duch radykalnej krytyki dyscypliny. Określani właśnie mianem radykalnych krytyków (radical anthropologists), uważali, że „dyscyplina badań nad Innością mogła wyłonić się jedynie w warunkach politycznej i ekonomicznej supremacji kultury zachodniej, co nie pozostawało bez wpływu zarówno na jej aparat teoretyczny, narzędzia analityczne, jak i praktyki badawcze”. Rozpoznanie etnografii jako działalności o charakterze politycznym, sprawiło, że zastanawiano się nad tym, jaką rolę antropologia jako dyscyplina ukształtowana w ramach kultury zachodniej – spełnia w podtrzymywaniu i reprodukowaniu stosunków władzy i dominacji. Widziano w niej kreatorkę wyobrażeń na temat społeczeństw tradycyjnych, która stawała się narzędziem legitymizującym politykę kolonialną przedstawicieli Zachodu. „Jedną z zachodnich instytucji, reprezentujących burżuazyjny model opisywania i kategoryzowania światów peryferyjnych”. Przemyślenie procesów wytwarzania wiedzy antropologicznej w kontekście ideologii marksistowskiej przyczyniło się do tego, że dane etnograficzne zaczęto postrzegać jako towar, który jest przedmiotem nieuczciwej wymiany opartej na wyzysku. Uznano je za jedno z wielu dóbr, wywożonych poza granice skolonizowanego kraju. Z tej perspektywy, antropolog jawił się jako złodziej – współuczestnik i beneficjent kolonialnego systemu władzy.
W ramach sprzeciwu, podjęto szerszy namysł nad takimi kwestiami, jak etyka badawcza, problem władzy oraz znaczenie i rola obiektywizmu w procesie wytwarzania wiedzy. Nastrój niepokoju przełożył się na stopniowy spadek wiary w naukę, rozumianą jako wytwór bezstronnego i niezaangażowanego rozumu. Podejmowano więc próby przemyślenia podstaw poznania antropologicznego i problematyzowania statusu badań etnograficznych. Dokonywano redefinicji dyscypliny w odwołaniu do idei zaangażowania i odpowiedzialności jako fundamentalnych i nieodłącznych elementów jej praktyki i teorii. Zaczęto zastanawiać się nad możliwością, a nawet powinnością, zabierania przez badaczy głosu w sprawach politycznych, tym samym wychodząc poza czysto akademicki charakter dziedziny i konstruowanej przez nią wiedzy.
Kwestia zaangażowania antropologii narodziła się na gruncie anglo-amerykańskim dzięki popularności koncepcji marksistowskich i feministycznych, których głównym dążeniem było wyzwolenie uciskanych i wyzyskiwanych grup społecznych. W dużej mierze – zwłaszcza w akademickiej odsłonie zwrotu – była konstruowana w opozycji do antropologii stosowanej. Zaczęły pojawiać się głosy, że wiedza ma służyć głównie tym, dzięki którym została zebrana; powinna być więc użyteczna, by nie wspierać dotychczasowych struktur dominacji. Jak zauważa Clifford Geertz, dekolonizacja radykalnie zmieniła charakter relacji między badaczami a społecznościami, które poznawali i opisywali.
Natomiast od lat 90. XX wieku możemy mówić o czymś w rodzaju drugiej fali zwrotu etyczno-politycznego. Orientacja wiąże się m.in. z postacią Nancy Scheper-Hughes i jej krytycznym nastawieniem do nurtu ponowoczesności. Jej zdaniem, refleksja postmodernistyczna – poprzez promowanie idei antropologii bez granic (dopuszczającej do głosu wiele prawd) – „zawiesiła etykę” w kontaktach z Innymi. Badaczka odrzuca więc relatywizowanie myśli i rozumu na rzecz rozważań etycznych, czyli tego, jak ludzie zachowują się w stosunku do siebie. Zwraca uwagę na realne linie podziału, wobec których stoją uciskani ludzie. Krytykuje zaadaptowanie myśli Foucaultowskich, przez które „zaczęto postrzegać antropologiczną pracę w terenie jako inwazyjny i dyscyplinujący «panoptikon»”. W ujęciu amerykańskiej badaczki, antropolog czy antropolożka powinna jawić się jako świadek – w odróżnieniu od obiektywnego, niezaangażowanego, zdystansowanego obserwatora-postmodernisty, który umacnia zastany porządek (np. nierówności). Świadek nie tylko uważnie słucha, ale i z empatią, współczuciem działa dla dobra badanych, angażuje się w ich walkę przeciw dyskryminacji. Scheper-Hughes sytuuje bowiem etykę w sferze przedkulturowej, przeddyskursywnej. Krytykuje relatywizm moralny, uznając go za konstrukt kulturowy (naukowy), który usprawiedliwia moralną i polityczną bezczynność, niejednokrotnie wspierając w ten sposób rasizm. Przywraca podmiotowość, którą – jej zdaniem – postmodernizm zredukował do przedmiotu obserwacji (na wzór nauk przyrodniczych) i z którego opisywania czerpie korzyści.
Postawa Scheper-Hughes nie wyczerpuje tendencji badawczych drugiej odsłony zwrotu. Warto zaznaczyć, że jej rozumienie etyki było szeroko dyskutowane i poddawane krytyce. Bardziej współczesną polemikę można zaobserwować np. u Davide’a Valentine’a w The Calculus of Pain.

### Polska
Na gruncie polskiej antropologii zwrot etyczny ujawnił się znacznie później, niż miało to miejsce w kontekście angloamerykańskim. Nie jest też prostym odzwierciedleniem tendencji zachodnich z lat 60. i 70. XX w., choć część badaczy się do nich odnosi. Według Moniki Baer, jest to wynik braku (a przynajmniej posiadania znacznie mniejszego bagażu doświadczenia) międzykulturowego spotkania etnograficznego oraz (post)kolonialnej przeszłości, a tym samym – na co zwraca uwagę Katarzyna Kaniowska – z braku refleksji na temat konsekwencji szerszego usytuowania w świecie.
Początek zwrotu w Polsce wiąże się z opublikowaniem tekstu Agnieszki Kościańskiej Ku odpowiedzialności. Etnologia w Polsce: tradycje i wyzwania. Ten manifest polskiej antropologii zaangażowanej ukazał się w 2004 roku na łamach czasopisma „(op.cit.,)” i zapoczątkował burzliwą debatę na temat zadań i celów współczesnej nauki, rozumienia przedmiotu jej badań, tożsamości dyscypliny, szerszych etycznych i politycznych kontekstów wytwarzania wiedzy oraz sposobów jej uprawomocniania. Badaczka, odwołując się do antropologii anglosaskiej, wezwała m.in. za Raymondem Firthem do „większego społecznego i politycznego (w szerokim znaczeniu tego słowa) zaangażowania, «mającego na celu obronę szeroko pojętej wolności i równości»”. Nawoływała do zdefiniowania celów współczesnej antropologii. W odpowiedzi, zwłaszcza młode pokolenie badaczy położyło akcent na praktyczne zastosowanie wiedzy antropologicznej i zwrot ku badaniom terenowym – etnografii połączonej z refleksją nad zmieniającym się światem. Postulowano „udział w debatach publicznych dotyczących najbardziej palących kwestii współczesnego świata”.
Jak zauważa Marta Songin-Mokrzan, potrzeba dookreślenia tego, jaka powinna być współczesna antropologia, narodziła się w odpowiedzi na kryzys podmiotu i reprezentacji (epistemologii, przedstawienia), ujawniający się wraz ze stopniową recepcją postmodernizmu (od lat 70. XX w.). Tendencje etycznego namysłu nad dyscypliną sprawiły, że wzrosło poczucie, iż obok celów poznawczych, powinna ona spełniać też inne funkcje – być zaangażowana. Jednak próba przezwyciężenia sceptycyzmu poznawczego i rekonstrukcji tożsamości dyscypliny w charakterze społecznej odpowiedzialności, nie dała jednoznacznej odpowiedzi na pytanie czym to zaangażowanie mogłoby być. Ze względu na brak wyraźnych kryteriów definicyjnych, rodzi się szereg możliwości jej wykorzystywania w celu uprawomocnienia rozmaitych praktyk badawczych. Zdaniem Marty Songin-Mokrzan, tym, co łączy projekty zaangażowane jest fakt, że antropologia przybiera w nich kształt intencjonalnej formy ingerencji w dyskurs, życie badanych, porządek symboliczny czy przestrzeń publiczną.
Drugi ważny czynnik, który doprowadził do szerszej refleksji etycznej, był również związany z wcześniejszymi zmianami paradygmatycznymi w obrębie dyscypliny. Według Kaniowskiej, to właśnie dzięki temu, że współczesna antropologia unika definiowania kultury, odchodzi od wytwarzania jej wielkich teorii i nie proponuje ścisłych koncepcji metodologicznych, możliwe było ukazanie, „jak potrzebną i jak konstytutywną cechą antropologicznej refleksji i praktyki jest dbałość o aspekt etyczny naszego myślenia i działania”. Badaczka zauważa braki w dotychczasowej debacie na temat etycznych uwikłań antropologii, podkreślając przede wszystkim dwie pomijane wcześniej kwestie: „nieuchwytny charakter cech decydujących o pożądanych etycznych działaniach antropologów” oraz „powiązanie owych działań z określonymi wartościami; umocowanie etyki w jakimś systemie wartości”. Wymaganie od antropologii wiedzy naukowej w modernistycznym rozumieniu jako obiektywnej, neutralnej aksjologicznie – przy jednoczesnym oczekiwaniu, że w procesie jej zdobywania badacze będą posługiwali się mglistymi „zasadami” etycznymi, oraz że wiedzę przeniknie refleksja etyczna, prowadzi do paradoksu, konfliktu. Największą przeszkodą do jego przezwyciężenia jest obecny nadal pogląd, że naukowe poznanie to wciąż (mimo dorobku postmodernizmu) poznanie oparte na dążeniu do jednej prawdy. Jak pisze Kaniowska, w wyniku napięcia między koncepcją nauki a koncepcją poznania pojawia się produkt uboczny w postaci refleksji etycznej.
W pewnym sensie antropologia zaangażowana w Polsce (w odróżnieniu od kontekstu anglo-amerykańskiego) jest utożsamiana z antropologią stosowaną. Akcent pada tutaj na zastosowanie wiedzy, na praktyczne jej wykorzystanie (np. w korporacjach) i upublicznianie, czyniąc ją rozpoznawalną na forum publicznym[potrzebne źródło].

### Inne konteksty
Polskie publikacje stosunkowo rzadko podejmują szerszy namysł nad zmieniającymi się trendami w antropologii nieanglosaskiej. Wśród refleksji zagranicznych, które w ostatnich latach podejmują problematykę zróżnicowanych kontekstów formułowania się i rozwoju dyscypliny, warto zwrócić uwagę na obecność debaty wokół książki „World Anthropologies” (wydanej pod redakcją Gustavo Linsa Ribeiro i Arturo Escobara) .

## Problemy etyczne
Jak przekonuje Katarzyna Wala, w antropologii można wyróżnić kilka fundamentalnych i powszechnie podzielanych reguł etycznych. Wśród nich wymienia m.in.: świadomą zgodę rozmówców na badania, dbałość o ich poufność i prywatność, podmiotowe traktowanie czy nie wprowadzenie w błąd. Zaznacza jednak, że w praktyce stosowanie tych niepisanych zasad rodzi wiele problemów. Jednym z nich może być rozbieżne rozumienie intencji, stojących za projektem badawczym. Nawet jeśli rozmówcy z własnej woli uczestniczą w badaniach terenowych, to przypuszczalnie mają inne niż etnografowie wyobrażenie na temat rezultatów tych działań. W tym momencie kwestia świadomej zgody ulega skomplikowaniu. Innym przykładem jest trudność dokładnego wyznaczania granic prywatności danej osoby. Według Ewy Nowickiej, sfera ta jest niejednokrotnie naruszana poprzez rozwijanie osobistych aspiracji badawczych antropologów. Łączy się to z namysłem nad powinnością publikowania nie tyle wszystkich, co jakichkolwiek zebranych treści. Tym samym, Nowicka ujawnia napięcie, jakie powstaje między uczciwością względem nauki a ryzykiem zaszkodzenia swoim informatorom. Jak wyjaśnia Anna Wyka – socjolożka, której myśli stanowią też inspirację dla antropologów   – „inicjując pogłębiony kontakt badawczy, podejmujemy odpowiedzialność nie tylko za zaangażowanych weń ludzi, ale także wobec nauki. Po badaniach terenowych często stajemy wobec problemu podwójnej niejako lojalności: głęboki kontakt (czasem nawet przyjaźń) z badanymi rodzi w nas niepokój, że publikując to, co nam ujawnili, dopuścimy się nadużycia ich zaufania, a co musimy czynić z natury naszego zawodu, lojalności naukowej”.
Nowicka rozumie etykę jako „normy, oceny, a także towarzyszące im przeżycia indywidualne, które mają związek bezpośredni ze stosunkami między ludźmi”. Wymienia dwa (powiązane ze sobą) typy motywacji przy wyborze problemu i przedmiotu badań naukowych: intelektualne i ideologiczne. Jak zauważa, w kontekście pierwszego z nich, analizy antropologiczne pomijają zazwyczaj kwestie etyki, ponieważ brak tutaj namysłu nad tym, czy przedstawiciele danej społeczności chcą być badani. Antropolodzy w pewnym sensie narzucają im swoją obecność. Poprzez drugą motywację – zawierającą już w sobie refleksję etyczną – najczęściej realizują własną wizję tego, co badane być powinno (co uznają za ważne). Nawet jeśli intencją jest pomoc (sama w sobie wyrażająca określoną wartość i pewien rodzaj władzy) konkretnej społeczności, postępują według własnej hierarchii aksjologicznej, realizując działania zgodne z osobistymi (kulturowymi) wyobrażeniami etycznymi, politycznymi czy społecznymi.
Również Katarzyna Kaniowska uważa, że już sam wybór metod i celów poznawczych zawiera w sobie element wartościujący. Wszelkie poznanie naukowe poprzedza więc nie teza, ale (przed)sąd, uznający pewne wartości. Według badaczki, szersza refleksja etyczna w antropologii mogła pojawić się dopiero dzięki współczesnym zmianom paradygmatycznym – na skutek odejścia od wytwarzania wielkich teorii kultury. Nie znaczy to jednak, że refleksja etyczna w obrębie dyscypliny nie miała wcześniej w ogóle miejsca.
Etyczny obszar w antropologii często sprowadzany jest do pojęcia władzy – problemu hierarchii i asymetryczności relacji osób uczestniczących w spotkaniu (poznaniu) etnograficznym. Problem ten przekłada się również na sferę pisarskiej reprezentacji, ponieważ – jak przekonuje James Clifford – etnografia uwikłana jest w pisanie, a „proces ten jest komplikowany przez działanie licznych subiektywnych i politycznych ograniczeń znajdujących się poza kontrolą piszącego. W odpowiedzi na te naciski, pisanie etnograficzne przyjmuje szczególną strategię autorytetu. W ujęciu klasycznym do strategii tej niepodważalnie należy roszczenie sobie prawa do bycia dostarczycielem prawdy w tekście. Clifford – w O autorytecie etnograficznym – przekonuje, że mimo odwoływania się do słów samych bohaterów, „[c]ytaty zawsze są inscenizowane przez cytującego i służą zwykle jedynie za przykłady lub potwierdzające świadectwa”, a „to on [badacz] w końcu ujmuje kierownicze, redaktorskie stanowisko. Autorytatywnej pozycji tego, który «udziela głosu» innym nie da się w pełni przekroczyć”.
Współczesną próbą zachwiania monologicznego charakteru takiego autorytetu jest np. etnografia oparta na współpracy (collaborative ethnography), którą Carolyn Fluehr-Lobban nazywa badaniami „etycznie świadomymi”. Praktyka ta, opierając się na myśli Luke’a Erica Lassitera , proponuje przede wszystkim współpracę na każdym możliwym etapie działania badawczego. Akcent pada tutaj na proces pisania oraz otwartość badacza na reakcje partnerów (konsultantów) rozmów nie tylko w jego trakcie (co wpływa na kształt i rozwój prowadzonych badań terenowych), ale przede wszystkim już po ukończeniu pracy nad tekstem. Jak wyjaśnia Kamil Pietrowiak – a co potwierdza również Joanne Rappaport – etnograf bądź etnografka jawnie zestawia, w pewien sposób porównuje, swój „głos w sprawie” z komentarzami, wątpliwościami czy krytyką swoich rozmówców, które następnie zamieszcza jako integralną część ostatecznego raportu z badań. W tym kontekście ważna jest również – podkreślana przez zwolenników opisywanej postawy – zasada przystępnego i jasnego pisania tekstów. Realizowane są nawet próby wspólnego tworzenia artykułów, a także zachęcania rozmówców do opowiedzenia o sobie, swoim życiu i świecie przy użyciu – udostępnionych w tym celu przez antropologów – aparatów czy kamer wideo (antropologia wizualna). Warto zaznaczyć, że na gruncie polskiej odsłony etnograficznej współpracy dużą rolę odgrywa myśl socjologiczna Anny Wyki (Badacz społeczny wobec doświadczenia), dla której kwestie etyki badacza stanowią rolę pierwszoplanową .
Powyższa metoda ma także swoich przeciwników. Na przykład Marcin Brocki, paradoksalnie, widzi w niej manipulację i instrumentalizację – zamianę podmiotów rozmów w przedmioty, które badacz wykorzystuje do realizacji własnych celów i potrzeb – oraz próbę narzucenia uniwersalnych postaw etycznych.
Z kolei – jak wskazuje Lila Abu-Lughod – nurt badań feministycznych ujawnił m.in. problematyczność samego języka dyscypliny. Antropologiczne „ja” jest bowiem zawsze konstruowane w odniesieniu do Innego, w związku z czym nigdy nie posiada charakteru neutralnego. Jak dowodziły feministki, ma charakter esencjalizujący i przyjmuje pryzmat relacji płciowych (płci biologicznej).
Powyższe aspekty stanowią jedynie kilka przykładów pośród niezliczonych, potencjalnych problemów etycznych w antropologii. Badacze za każdym razem borykają się z rozmaitą pulą trudności, których odmienność generuje nie tylko przyjęta metoda badawcza, jej cel czy charakter spotkania, ale również m.in. czas, płeć, osobiste predyspozycje, motywacje i świadomość zaangażowanych osób czy szerszy kontekst społeczny, kulturowy, polityczny, ect.

## Wybrane źródła inspiracji we współczesnej antropologii
Katarzyna Wala wyróżnia trzy filozoficzne stanowiska etyczne, które zauważalne są we współczesnej nauce. Jej zdaniem jest to: utylitaryzm, deontologia (powinnościowa etyka zasad) i etyka umiejętności. Utylitaryzm zakłada jednolitość sfery moralności, opartej na uniwersalnym zespole czynników, które determinują to, co, działając, powinniśmy moralnie robić. W tym wypadku słuszność postępowania określana jest przez rezultaty, które postępowanie to wywołało. Podejście deontologiczne podkreśla z kolei samo działanie, bez oceny jego konsekwencji; mówi więc (za Immanuelem Kantem), by nie traktować osób „wyłącznie jako środków do celów, lecz jako cele same w sobie”. Moralne zachowanie wiązane jest tu m.in. z zasadami uczciwości, sprawiedliwości czy szacunku wobec innego człowieka. Natomiast, wywodząca się z arystotelesowskiego pojęcia cnoty i praktycznego rozumu, etyka umiejętności podkreśla odczucia i umiejętności badacza, jego etyczne intuicje oraz negocjacje pomiędzy aktorami lokalnej społeczności. Umiejscawia więc sferę etyki w działaniu oraz zakłada, że inicjacją w obrębie lokalnej kultury jest uczenie się jej etosu. Podejścia te przeplatają się nieustannie w antropologicznej praktyce różnych badaczy .
Inaczej do tej kwestii podchodzi Małgorzata Rajtar, wywodząc rozumienie etyki (w obrębie dyscypliny) bezpośrednio z myśli Arystotelesa. Potwierdza to słowami kanadyjskiego antropologa Michaela Lambeka, według którego pojęcie to „nie jest czymś, co się stosuje, lecz tym, jak się działa. I nie jest kwestią tego, co się robi – jaka jest jej zawartość – lecz tego, by działać dobrze”. Stanowisko to odległe jest od Kantowskiego ograniczenia etyki jedynie do abstrakcyjnego rozumu. Zdaniem Lambeka, dotychczasowa teoria społeczna w znacznej mierze upraszczała czy wręcz negowała złożoność działań i intencji ludzkich, natomiast posługiwanie się terminem „etyka”, uwypukla ich złożoność i niespójność.
Interesującym ujęciem kwestii etycznych, zdaje się projekt antropologii walczącej Nancy Scheper-Hughes. W oparciu o filozofię Emmanuela Lévinasa, antropolożka sytuuje etykę w sferze przedkulturowej, przeddyskursywnej. Rozumie ją jako „odpowiedzialność i zdolność odpowiadania Innemu” (Lévinasowska bliskość odpowiedzi i odpowiedzialności) oraz zakłada, że „etyka, tkwiąc u podstaw znaczeń, czyni kulturę możliwą”. Wyraża zatem sprzeciw wobec relatywizmu moralnego, który – jej zdaniem – jest konstruktem kulturowym (naukowym), usprawiedliwiającym moralną i polityczną bezczynność. Scheper-Hughes przekonuje, że zawsze jesteśmy uwikłani politycznie. Nawet jeśli nie opowiadamy się po żadnej ze stron, to i tak wspieramy pewną ideologię – utrzymujemy zastany porządek. Tym samym, niejednokrotnie przyzwalamy np. na rasizm. Celem poznania jest dla niej dawanie świadectwa, zmiana, „przemawianie głosem” osób do tej pory niesłyszanych.
Z podobnych źródeł namysłu swoją postawę wyprowadza również Marcin Kafar. Antropolog, mówiąc o zaangażowanej obecności, współuczestniczeniu i (współ)przeżywaniu, również nawiązuje do filozofii Emmanuela Lévinasa, w której bycie dla drugiego, bycie dobrym człowiekiem to podjęcie starania, by „odpowiedzieć na pytanie drugiego stojącego wobec mnie”. Kafar korzysta też z myśli fenomenologicznej Józefa Tischnera, gdzie słowo „wobec” to podstawowe określenie relacji między człowiekiem a człowiekiem, nakierowujące na wzajemność, uobecnianie i teraźniejszości. Takie stanowisko przypomina, że wobec nas zawsze w pierwszej kolejności stoi osoba, która jest podmiotem, a dopiero w drugiej – badanym. Warto również pamiętać, że według Tischnera, „kluczem do etyki jest doświadczenie wartości. W etyce wartością jest drugi człowiek, wartością jestem ja sam i wartością są rozmaite płaszczyzny obcowania człowieka z człowiekiem”. U autora Wobec wykluczonych widoczna jest też inspiracja poglądami Martina Bubera, podkreślającymi, że powinniśmy „nauczyć się otwierać dialog w głębokim sensie, dialog wypływający z relacji Ja-Ty, a nie Ja-To”.

## Wybrane polemiki

### Stany Zjednoczone
Jednym z głośnych tekstów, który wywołał fale dyskusji na temat celów i statusu samej antropologii jest Prymat etyki. Perspektywa walczącej antropologii (The Primacy of the Ethical: Propositions for a Militant Anthropology) z 1995 roku. Jego autorka – Nancy Scheper-Hughes – rezygnuje z biernej, zdystansowanej postawy badaczki i powraca do roli zaangażowanej w lokalne sprawy campanheiry (współtowarzyszki) w brazylijskiej dzielnicy nędzy Alto do Cruzeiro. Staje również po stronie „pozbawionych głosu” matek z południowoafrykańskiego obozu Chris Hani. Sytuując etykę w sferze przedkulturowej, przeddyskursywnej, krytykuje relatywizm moralny, uznając go za konstrukt kulturowy (naukowy), który usprawiedliwia moralną i polityczną bezczynność.
Kwestionując podejście Scheper-Hughes, Paul Riesman wyraził obawę, że działając jak ona, „porzucamy antropologię, ponieważ rezygnujemy z podstawowego aksjomatu wspólnej nam wizji, że w obliczu antropologii wszyscy ludzie są równi” i wkraczamy na drogę walki ze złem, które raz zdefiniowane, prowadzi do zaniku prób rozumienia konkretnych sytuacji jako rzeczywistości ludzkiej, a zamiast tego potraktujemy je jako nieludzkie i wkroczymy na arenę polityki. W odpowiedzi na te zarzuty, antropolożka pyta retorycznie o moment, w którym zło przestało być częścią rzeczywistości ludzkiej.
Główna krytyka względem antropologii walczącej wybrzmiała jednak ze strony Roya D’Andrade’a, który przyjmując perspektywę scjentystyczną, nie może zaakceptować innego celu dyscypliny niż samo poznanie. Starając się utrzymać wizję obiektywnego budowania wiedzy, odrzuca „moralny model nauki”. Potępia w nim to, co subiektywnie (a więc, jego zdaniem, nienaukowo) uznawane za złe. Scheper-Hughes zakłada natomiast cel emancypacyjny – prymat etyki wobec epistemologii (poznania), wobec antropologii scjentystycznej. Badaczy widzi jako rzeczników i obrońców praw badanej społeczności. Obiektywność (która nie istnieje w formie totalnej) uznaje za nieetyczną, ponieważ rozumie ją jako niezaangażowanie, dystans, obserwację, umacnianie zastanego porządku. Uważa ją za ucieczkę od lokalnych zobowiązań, zaangażowania i odpowiedzialności, prowadzącą ku transnarodowej, pozbawionej granic antropologii. Jednocześnie afirmuje dawanie świadectwa i zmianę jako cele naukowego poznania. Scheper-Hughes stwierdza, że „tym, co powstaje w pisaniu kultury, jest zawsze wysoce subiektywny, stronniczy, fragmentaryczny, lecz jednocześnie głęboko osobisty zapis ludzkiego życia oparty na spojrzeniu i świadectwie naocznego świadka”.

### Polska
Zbliżona do sporu Nancy Scheper-Hughes i Roya D’Andrade’a polemika miała miejsce również w Polsce. Głównymi adwersarzami w debacie na łamach „(op.cit.,)”-u (2004-2006) byli Monika Baer (O antropologii, polityce i tożsamości. Zaproszenie do dyskusji) i Marcin Brocki (Zaangażowanie – dystans – struktura wiedzy antropologicznej).
Brocki – przyjmując perspektywę scjentystyczną – przekonywał wówczas, że jeśli traktujemy antropologię jako nośnik zmiany społecznej (do czego wcześniej namawiała Baer) czy jako obrończynię wolności i równości (o czym mówiła Kościańska), popadamy w służbę „jedynie słusznej” ideologii. Widział w niej ucieczkę w politykę, dzięki której naukowcy zyskują uwagę i uznanie. Jednocześnie dowodził, że od konotacji politycznych dyscyplinę może uchronić zdystansowana postawa badawcza. Krytykował społeczną użyteczność nauki, która – jego zdaniem – zagraża wolności w wyrażaniu osobistych intuicji teoretycznych.
Baer – zwracając uwagę na tabuizację „politycznego” w antropologii i na brak (2006 rok) szerszej debaty na temat zwrotu etycznego – przekonywała natomiast, że próba ucieczki od polityczności i budowana w takim duchu narracja wcale apolityczne nie są. Krytykowała dążenia do unowocześnienia kierunku, które opierają się na wybiórczym czerpaniu z dorobku nauki zachodniej. Mimo że odwoływanie się do innej tradycji nie powinno – jej zdaniem – polegać na bezpośrednim przenoszeniu koncepcji i modeli, lecz na inspiracjach, to jednak fragmentaryczna refleksja nad nią może prowadzić do niekonsekwencji. Pomijanie kwestii związków (w tym politycznych) między ludźmi na świecie – paradoksalnie – wywiera skutek odwrotny do zamierzonego. Zamiast rewolucyjnego kroku w budowaniu – wolnej od konotacji politycznych (jak chciał tego Brocki) – tożsamości nowej odsłony antropologii, okazuje się raczej kontynuacją wymuszanego wcześniej podejścia – zakazywania pewnych idei. Według Baer, pojęcia „antropologia” i „polityka” zostały w ostatnich latach przedefiniowane i nie muszą się wykluczać. Obecne próby nadania dyscyplinie nowej (krytykowanej przez adwersarza) tożsamości, odwołują się głównie do politycznego i społecznego jej zaangażowania. Nie jest to jednak (co sugerował Brocki) powrót do socjalistycznej „etnografii w służbie sprawy”, ale import idei z Zachodu – idei pomijanych wcześniej przez polskich badaczy w procesie „doganiania Zachodu” i w próbie unowocześnienia dyscypliny. Ponadto, promowana przez Baer wizja nauki stanowi z założenia „przestrzeń prawdziwie inkluzywną, w której jest miejsce na wszystkie zainteresowania i perspektywy badawcze”.
Jak podsumowuje Songin-Mokrzan, narodziny antropologii zaangażowanej rodzą pytania, czy taka dyscyplina może być bezstronną, obiektywną nauką, czy może być rzetelna i nieideologiczna. W debatach na ten temat widoczne są dwa opozycyjne podejścia. Pierwsze – zaangażowane – wiąże się z praktycznym stosowaniem wiedzy w duchu społecznej odpowiedzialności i dążeniem do zmian. Drugie – zakłada apolityczność nauki, a więc nastawione jest na interpretowanie kontekstów, w których realizują się działania społeczno-kulturowe podmiotów i poszerzanie granic rozumienia. Przedmiotem sporu jest więc głównie sposób definiowania pola walki, dzięki któremu możliwe będzie zrekonstruowanie i zbudowanie nowej tożsamości antropologii.

## Zasady i kodeksy
Żadne z wypracowanych zasad czy kodeksów etycznych w antropologii nie stanowią wewnętrznego systemu kontroli czy powszechnego narzędzia, wyznaczającego standardy badawcze. Ich twórcy często podkreślają, że dokumenty te są jedynie wskazówkami, przykładami potencjalnych trudności, na jakie naukowcy mogą natrafić w toku prowadzonych działań. Ostatecznie to każdy badacz czy badaczka samodzielnie musi rozstrzygać, co w danej sytuacji jest słuszne – etyczne – a co niepożądane. Problematyczność wspomnianych kodeksów tkwi również w tendencji ich autorów do koncentrowania się na osobistej odpowiedzialności antropologów. W ten sposób pomijają fakt, iż doświadczenie etnograficzne równocześnie usytuowane jest w lokalnych kontekstach politycznych. Zacierają więc polityczną, ale i etyczną złożoność relacji terenowych.

### Stany Zjednoczone
- Code of Ethics of the American Anthropological Association (2009)

Dokument ten zawiera dodatkowo spis kodeksów pokrewnych.

### Wielka Brytania
- Ethical Guidelines for Good Research Practice (2011)

### Polska
W Polsce nie wypracowano do tej pory oficjalnego zbioru zasad, które służyłyby za fundament kodeksu etycznego antropologii. Wielu badaczy twierdzi, że taka jednolita teoria jest niemożliwa. Nie istnieją również tłumaczenia kodeksów zagranicznych . Mimo to, w praktyce można zauważyć liczne odwołania do stanowisk, ukształtowanych na gruncie anglo-amerykańskim – np. do norm etycznych stworzonych przez Amerykańskie Towarzystwo Antropoliczne[potrzebne źródło]. Ponadto, pod koniec 2000 roku, Zespół ds. Etyki w Nauce przy Przewodniczącym Komitetu Badań Naukowych opublikował tekst pod nazwą Dobra praktyka naukowa, który jest jednak zbiorem ogólnych zasadach etyki naukowej. W późniejszym czasie powstał też Kodeks Etyki Pracownika Naukowego, lecz i ten dokument nie odnosi się do konkretnych dyscyplin.

## Znani badacze
Poniższa lista nie zawiera wyczerpującego zbioru nazwisk badaczy związanych z refleksją na temat etycznych aspektów wiedzy antropologicznej. Obejmuje zarówno praktyków – wcielających idee odpowiedzialności czy zaangażowania w działania etnograficzne – jak i teoretyków – którzy starają się przemyśleć umiejscowienie dyscypliny w szerszym kontekście ludzkiej działalności, nadać ogólny kształt pojawiającym się tendencjom badawczym oraz zmierzyć z problematycznością uprawiania etycznie świadomej nauki. Ponadto koncentruje się na przedstawicielach związanych z euroamerykańską tradycją dziedziny.
- Edwin William Ardener
- Talal Asad

- Monika Baer
- Ralph Leon Beals
- Hana Červinková
- Stanley Diamond
- Raymond Firth
- Kathleen Gough

- Gerrit Huizer
- Dell Hymes
- Delmos Jones
- Marcin Kafar
- Katarzyna Kaniowska
- Agnieszka Kościańska
- Inga Kuźma
- Michael Lambek
- Luke Eric Lassiter
- Diane Lewis
- Bruce Mannheim
- Łukasz Michoń
- Marek Pawlak
- Kamil Pietrowiak
- Tomasz Rakowski
- Ewa Nowicka-Rusek
- Nancy Scheper-Hughes
- Bob Scholte
- Łukasz Sochacki
- Marta Songin-Mokrzan
- Adrianna Surmiak
- Sol Tax
- Joanna Torarska-Bakir
- Katarzyna Wala
- Filip Wróblewski